# マノリス・カロミリス
マノリス・カロミリス（Manolis KALOMIRIS、〔ギリシア語：Μανώλης Καλομοίρης〕、1883年12月14日 - 1962年4月3日）はギリシア国民楽派の作曲家。
オスマン帝国のスミルナに生まれ、イスタンブールで教育を受けた後、ウィーンに留学してピアノと作曲を学ぶ。1906年から1910年までハリコフでピアノ教師を務めた後、アテネに落ち着く。1911年から1919年までピアノ教師や対位法の教師として活動した。1919年にアテネにエレニコン音楽院（w:Hellenic Conservatory）を設立したが、1926年に国立音楽院（National Conservatory、アテネ音楽院とは別）の創立にもかかわり、長年その院長を務めた。アテネのアカデミー会員にも選出されている。
カロミリスはワーグナーとリムスキー＝コルサコフの賛美者であり、ロシア国民楽派や西欧音楽の成果、近代ギリシャの民族音楽や文学を基礎として、ギリシャ国民楽派の確立を生涯の目標と肝に銘じた。情熱的な後期ロマン派音楽の作曲家であり、豊かな和声法と管弦楽法、複雑な対位法、息の長い東洋的な旋律、ギリシャの民族音楽のリズムの多用が特徴的である。約220の作品は、5つのオペラと3つの交響曲、ピアノ協奏曲とヴァイオリン協奏曲、管弦楽曲、室内楽、ピアノ曲と合唱曲のほか、多数の歌曲がある。エロスとタナトスへの没入が5つの歌劇すべてにおいて際立っている。

## 主要作品

### 歌劇
- 建築請負人 O Protomastoras (1912年)
- 母の指輪 Mother's Ring (1917年)
- 暗い水流 Shadowy Waters (1948年)
- 夜明け Dawn (1952年)
- コンスタンティノス・パライオロゴス Konstandinos Palaiologos (1962年)

### 器楽曲
- 交響曲 第1番「勇士の交響曲」（1919年）
- 交響曲 第2番（1935年）
- 交響曲 第3番「パラミキ」(1955年)
- 管弦楽のための三連画(トリプティーク) (1937年/1940年改訂)